# San Salvatore Monferrato
San Salvatore Monferrato és un municipi al territori de la província d'Alessandria, a la regió del Piemont (Itàlia). Pertanyen al municipi les frazioni de Fosseto, Frescondino, Piazzolo, Salcido, Valdolenga i Valparolo. San Salvatore Monferrato limita amb els municipis d'Alessandria, Castelletto Monferrato, Lu, Mirabello Monferrato, Quargnento i Valenza.

## Galeria

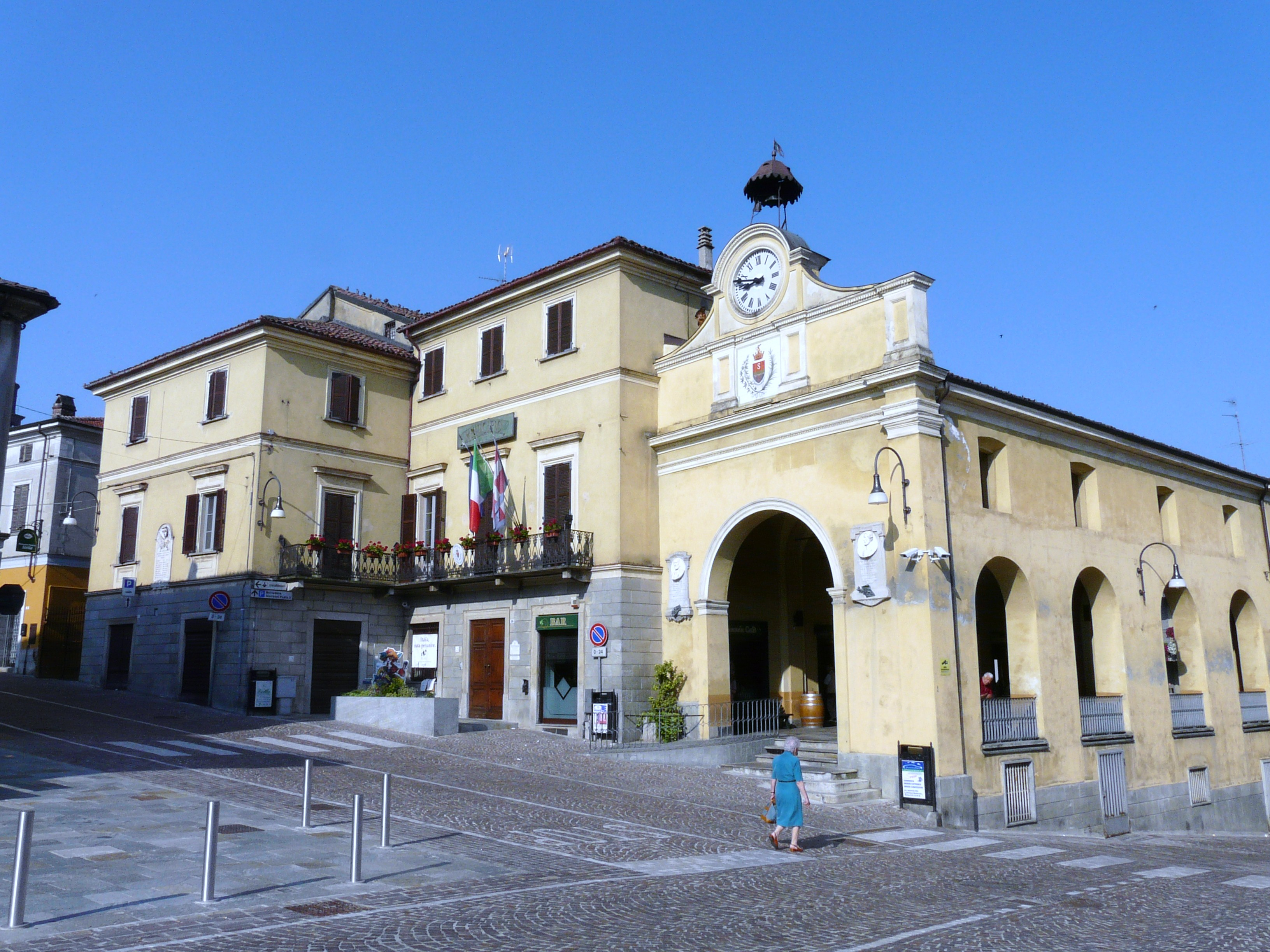
Vista del poble
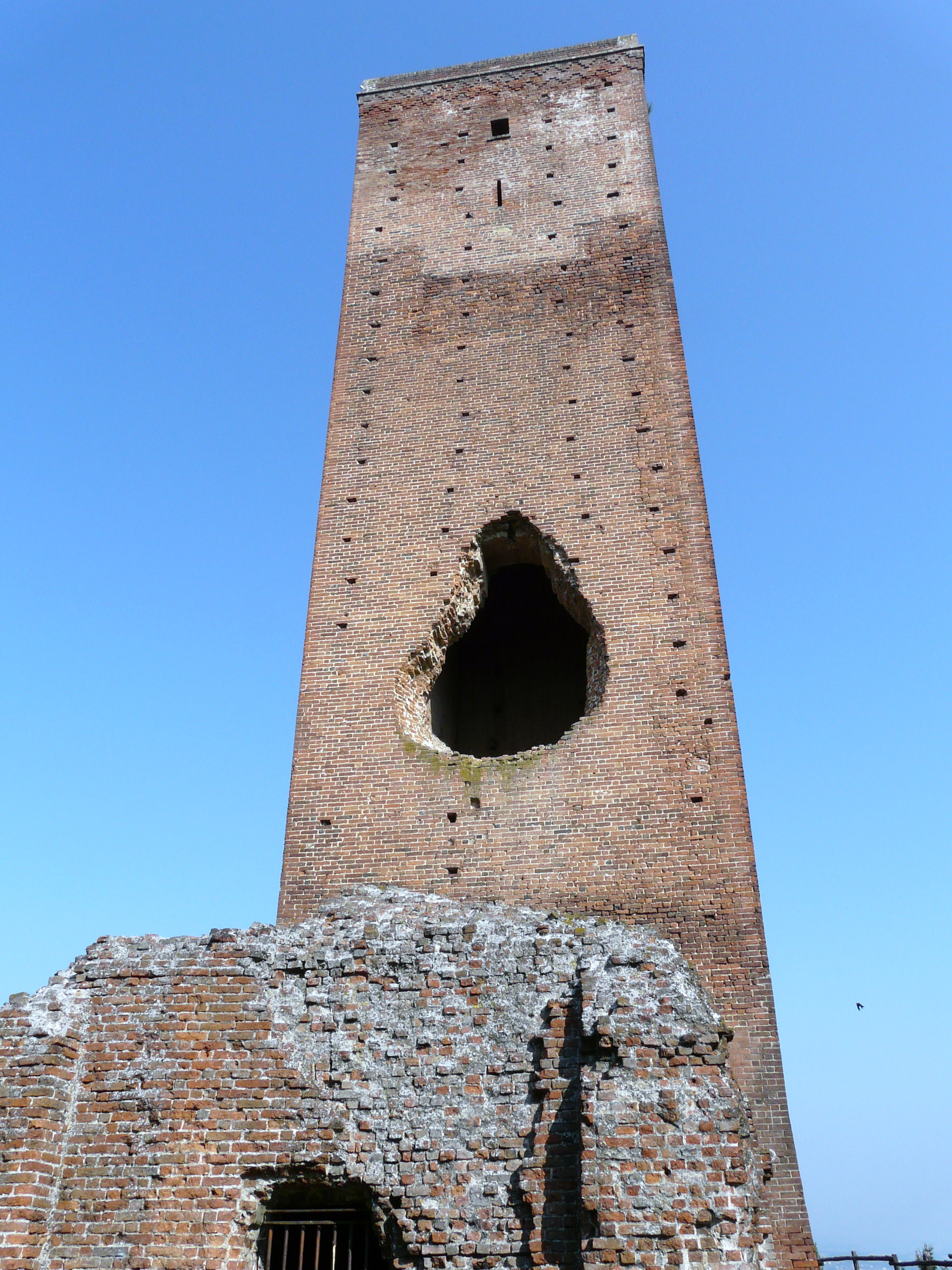
La Torre
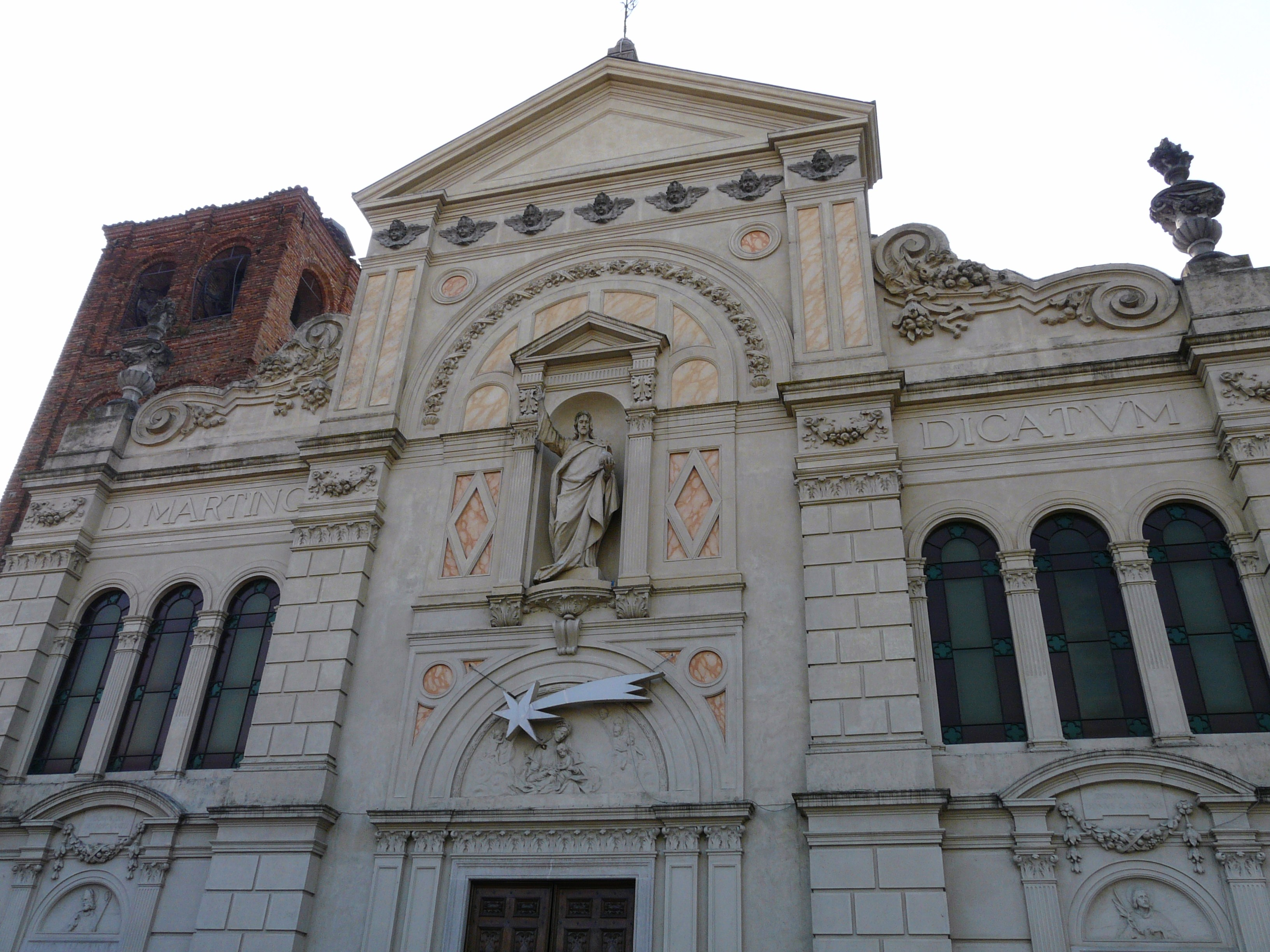
Façana de l'església de Sant Martí